# Mariano Pulido
Mariano Pulido (Marchena, 22 de agosto de 1956-Alcalá de Guadaíra, 2 de abril de 2013) fue un jugador de fútbol profesional español que jugaba en la demarcación de defensa.

## Biografía
Pulido debutó como futbolista profesional en 1973 de la mano del Sevilla Atlético Club a los 17 años. Tras permanecer en el equipo de la cantera del Sevilla Fútbol Club durante dos temporadas, subió al primer equipo en 1975 jugando un total de 70 partidos en cinco temporadas. En mitad de su etapa en el club hispalense, Pulido fue cedido al Elche Club de Fútbol, que disputaba la Segunda División de España. En 1980 fue fichado por el Club Deportivo Castellón, y tras disputar dos temporadas con el club, fue traspasado al Linares Club de Fútbol, donde permaneció otros cinco años. Tras un breve paso por el AD Ceuta y el Écija Balompié, colgó las botas en 1989.
Formó parte de la selección olímpica de fútbol de España que compitió en los Juegos Olímpicos de Montreal 1976.
Tras su etapa como jugador, en 1998, fue contratado como secretario técnico del club hispalense, puesto que ocupó hasta el día de su fallecimiento.

## Muerte
Pulido falleció el 2 de abril de 2013 a la edad de 56 años tras sufrir párkinson.

## Clubes
| Club                     | País   | Año         | Partidos | Goles |
| ------------------------ | ------ | ----------- | -------- | ----- |
| Sevilla Atlético Club    | España | 1973 - 1975 |          |       |
| Sevilla Fútbol Club      | España | 1973 - 1978 | 56       | 8     |
| Elche Club de Fútbol     | España | 1978 - 1979 | 22       | 0     |
| Sevilla Fútbol Club      | España | 1979 - 1980 | 0        | 0     |
| Club Deportivo Castellón | España | 1980 - 1982 | 48       | 0     |
| Linares Club de Fútbol   | España | 1982 - 1987 | 46       | 0     |
| AD Ceuta                 | España | 1987 - 1988 | 37       | 0     |
| Écija Balompié           | España | 1988 - 1989 |          |       |

## Palmarés
- Segunda División de España (1980/1981) - Club Deportivo Castellón